# Gruppo Editoriale Infomedia
Il Gruppo Editoriale Infomedia, noto più semplicemente come Infomedia, è una casa editrice italiana specializzata in pubblicazioni di riviste e libri tecnico-scientifici dedicati ai temi dell'innovazione, dell'informatica e di Internet.
Stando ai dati della cooperativa senza scopo di lucro che ha rilevato il catalogo dell'editore alla fine degli anni 2000, Infomedia ha ospitato nella sua storia circa ottocento autori e venduto oltre sei milioni di copie.

## Storia
Nata nel 1992, Infomedia ha avuto la propria massima espansione nel corso degli anni novanta, a partire dal successo della rivista Computer Programming e, successivamente, con DEV, Login, VisualBasic Journal e Java Journal. Nel gennaio 1999 l'azienda si è ampliata trasformandosi in Gruppo Editoriale Infomedia.
Specializzata in pubblicazioni tecnico-scientifiche, ha pubblicato e ristampato una serie di riviste specialistiche e collane di libri. Oltre all'attività cartacea, il gruppo si è occupato della pubblicazione di cd-rom, di formazione a distanza e distribuzione di libri tecnici esteri via posta. La divisione Infomedia Communications, inoltre, si è occupata dell'organizzazione di conferenze e convegni.
Nel 2009, dopo un riassetto societario a causa della contrazione finanziaria, il Gruppo Editoriale Infomedia si è trasformato in una società cooperativa (Infomedia Editori Soc. Coop.), trasferendo le pubblicazioni alla versione pdf online. In attesa di un prospettato riassetto organizzativo, la pubblicazione di materiale originale è stata sospesa attorno al 2011, mentre la commercializzazione cooperativa senza scopo di lucro di materiale già edito prosegue per mezzo del sito ufficiale e della piattaforma lulu.com.
Tra gli autori storici di Infomedia: Yuri Bettini, Tony Mobily, Pancrazio De Mauro, Lorenzo Vandoni, Matteo Baccan, Carlo Pescio, Dino Esposito.